# Ceratonyx candida
Ceratonyx candida là một loài bướm đêm trong họ Geometridae.